# Зброяр Z-15
Зброяр Z-15 (шифр у ЗСУ — UAR-15) — напівавтоматичний самозарядний карабін з поворотним затвором та автоматикою на основі відведення газів виробництва української фірми Зброяр. Виготовляється за ліцензією американської гвинтівки AR-15.

## Конструкція

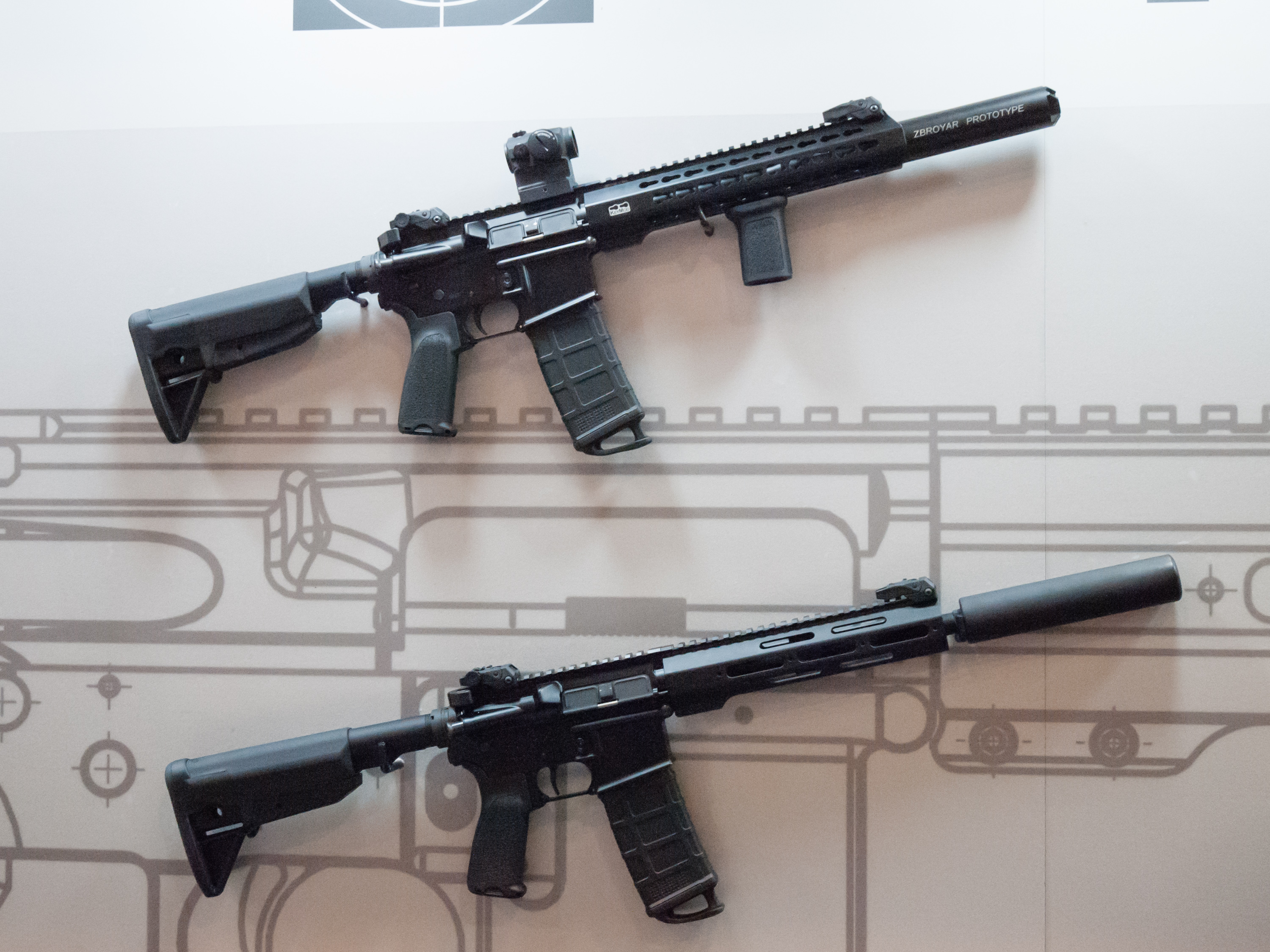
Гвинтівки Z-15 на виставці «Зброя та безпека—2017»

Zbroyar Z-15 призначений як для змагань з практичної стрільби, так і для полювання.
Зброя відрізняється високою точністю (виробник гарантує купчастість 2 MOA), оптимізованою вагою (3,5 кг), можливістю встановлювати приціли безпосередньо на жорстку ствольну коробку (англ. upper receiver). У комплектацію Зброяр Z-15 входить цівка з планками Пікатіні, на яких можна розміщувати ліхтарі та інші допоміжні аксесуари.
Z-15 комплектується дулом з нержавної сталі. У цій моделі застосована газова система «MidLength», що забезпечує плавнішу роботу автоматики.
Модульна конструкція дозволяє легко робити заміну всіляких компонентів: прикладу, цівки, УСМ, тощо, тим самим налаштовуючи карабін за бажанням.
Гвинтівка виготовляється в Україні компанією Ukrop з вітчизняних і американських комплектуючих. Зокрема, ствол та ударно-спусковий механізм, від яких безпосередньо залежить кучність стрільби, виготовлені в США компанією Daniel Defense. У цій моделі застосована газова система CARBINE з регульованим газовим блоком, що забезпечує плавну роботу автоматики. Модульна конструкція дозволяє легко робити заміну різних компонентів: прикладу, цівки, пістолетної рукоятки та іншого навісного приладдя, тим самим налаштовуючи гвинтівку для зручності в експлуатації.

## Історія
У 2011 було запущене виробництво зі складових Rock River Arms Inc. У 2013 році частина виробництва була локалізована у Києві. Стволи досі імпортують зі Сполучених Штатів.
Ціна Z-15 A1 Basic станом на 10.09.2014 становила 40 000 гривень

## Варіанти і модифікації
- Z-15 A1 Basic — Базова версія гвинтівки під набій .223 Remington
- Z-15 A2 Basic — Базова версія гвинтівки під набій 7,62×39 мм
- Z-15 A1 Proff
- Z-15 A2 Proff
- Z-15 IPSC
- Z-15 458 SOCOM — Версія під набій .458 SOCOM
- Z-15 Zombie Hunter (лімітована серія)

Існує багато модифікацій які відрізняються лише забарвленням чи додатковими приладами (такими як ліхтарик, прицільна планка, додаткові ручки тощо) які мають свою назву.

### UAR-15
У лютому 2023 року на озброєння ЗСУ було прийнято автоматичну гвинтівку UAR-15. У Нацгвардії вони прийняті ще до повномасштабного вторгнення. У листопаді того ж року лінійка стрілецького озброєння ЗСУ поповнилась зразками — UAR-15S, UAR-15S1, UAR-15SM. Концептуальна різниця цих трьох модифікацій автоматичної гвинтівки UAR-15 — різна довжина ствола.
Планується, що UAR-15 повністю замінить автомат Калашникова.
У цій моделі застосована газова система «CARBINE» з регульованим газовим блоком, що забезпечує плавну роботу автоматики. Модульна конструкція дозволяє легко робити заміну різних компонентів: прикладу, цівки, пістолетного руків'я та іншого навісного приладдя, тим самим налаштовуючи гвинтівку для зручності в експлуатації.
Гвинтівку виготовляють в Україні з вітчизняних і американських комплектуючих. Зокрема, ствол та ударно-спусковий механізм, від яких безпосередньо залежить кучність стрільби, виготовлені в США компанією «Daniel Defense».

## Оператори
- Україна
  -  Національна поліція: підрозділ поліції особливого призначення "КОРД".
  -  Національна гвардія: окремий загін спеціального призначення Східного територіального управління Національної Гвардії України в липні 2020 року отримав партію штурмових гвинтівок UAR-15 під набій 5,56×45 мм НАТО[3].
  -  Прикордонна служба: В серпні 2020 року 10 окремий загін оперативного реагування «ДОЗОР» Держприкордонної служби отримав нові штурмові гвинтівки UAR-15 під патрон 5,56×45 мм. В планах замінити на новий карабін всі автомати Калашникова[4].

- -  Збройні сили: Прийнята на озброєння у лютому 2023 року. Поступає на озброєння підрозділів ССО, модифікації UAR-15, UAR-15S, UAR-15S1, UAR-15SM[5].